# 趙三金
趙 三金（ちょう さんきん、1111年3月以前 - 1112年）は、北宋の徽宗の第18皇女。

## 経歴
婕妤崔氏（後に淑妃、また庶人となった）の次女として生まれた。政和元年（1111年）3月3日、寿福公主の位を授けられた。
政和2年（1112年）3月、死去した。涇国公主の位を追贈された。政和4年（1114年）11月、敦淑帝姫の位を改贈された。

## 伝記資料
- 『宋会要輯稿』
- 『皇第十八女特進寿福公主制』